# ورونیکا برتون
ورونیکا برتون (انگلیسی: Veronica Burton؛ زادهٔ ۱۲ ژوئیهٔ ۲۰۰۰) بازیکن بسکتبال اهل ایالات متحده آمریکا است.
وی در مسابقات کشوری و بین‌المللی در مجموع برندهٔ ۱ مدال طلا شده‌است.